# Конституционный референдум в Словакии (2023)
Конституционный референдум в Словакии о досрочных выборах прошёл 21 января 2023 года.

## Политический контекст
Конституционный референдум прошёл по причине неоднократных попыток партии «Курс — социальная демократия» призвать к досрочным выборам ввиду того, что после убийства Яна Куцяка в 2018 году партия «Обычные люди и независимые личности» с разгромом победила на выборах.. Таким образом, Игор Матович, лидер ОЛНЛ стал премьер-министром Словакии, возглавив коалиционное правительство вместе с партиями «Мы — семья», «Свобода и солидарность» и «За Народ».
Таким образом, после политического кризиса в марте 2021 года, когда Матович начал закупку вакцин «Sputnik V» без одобрения своих партнёров по коалиции, вынужденно уйдя в отставку, политическая ситуация в стране несколько осложнилась. В сентябре 2022 года из коалиции выходит СиС из-за разногласий в экономической политике. Таким образом, новое правительство также столкнулось с вотумом недоверия, и оно было распущено в декабре 2022 года. После этого лидер СиС заявил, что он будет за формирование нового правительства на новых условиях, из-за чего появилась возможность провести референдум об изменении конституции для проведения досрочных выборов, дабы не формировать новое правительство и не усугублять кризис.

## Подготовка к референдуму
Ещё с начала 2021 года, К — СД, СНП и Социалисты выразили однозначную поддержку референдуму по досрочным выборам, так он предоставили суммарно 585.000 подписей за его проведение. Однако тогда поставленный вопрос был признан Конституционным судом как  «нарушающий общеконституционные правила», и указал, что референдум должен получить статус конституционного и вносить правки в конституцию.
Новый сбор подписей был инициирован и проведён в августе 2022 года, за время которого было подано 406.000 подписей. На этот раз организаторы предложили вынести на референдум два вопроса, один из которых предлагал изменение положений о Национальном совете для проведения досрочных выборов, а другой — выдвигал предложение по отставке правительства Хегера. Второй вопрос сразу же был вынесен на рассмотрение в Конституционный суд правительством, вызвав шквал критики со стороны оппозиции. Позже Конституционный суд признал второй вопрос неконституционным и снял его с референдума. В этот же день был выбран день референдума — 21 января 2023 года.

## Общественное мнение
| Опрос | Дата                  | За   | Против | Не знаю | Итог |
| ----- | --------------------- | ---- | ------ | ------- | ---- |
| Опрос | Дата                  |      |        | Не знаю | Итог |
| Фокус | июнь 2021             | 52.9 | 33.7   | 13.4    | 19.2 |
| AKO   | 8—16 ноября 2021 года | 63.1 | 34.2   | 2.7     | 28.9 |

| Позиция       | Партия                                     | Идеология                 | Источник |
| ------------- | ------------------------------------------ | ------------------------- | -------- |
| За            | Курс — социальная демократия               | Популизм                  | [ 13 ]   |
| За            | Голос — Социальная демократия              | Социал-демократия         | [ 14 ]   |
| За            | Республика                                 | Национал-консерватизм     | [ 15 ]   |
| За            | Жизнь — национальная партия                | Христианские правые       | [ 16 ]   |
| За            | Словак — ПАТРИОТ                           | Словацкий национализм     | [ 17 ]   |
| За            | Словацкая национальная партия              | Словацкий национализм     | [ 18 ]   |
| За            | Socialisti.sk                              | Демократический социализм | [ 19 ]   |
| За            | Коммунистическая партия Словакии (1992)    | Марксизм-ленинизм         | [ 20 ]   |
| За            | 99% — гражданский голос                    | Левый популизм            | [ 21 ]   |
| За            | Национальная коалиция                      | Популизм                  | [ 22 ]   |
| За            | Словацкое движение возрождения             | Неофашизм                 | [ 23 ]   |
| За            | Нация и справедливость – Наша партия       | Словацкий национализм     | [ 24 ]   |
| За            | Домашняя национальная партия               | Словацкий национализм     | [ 25 ]   |
| Бойкот        | Обычные люди и независимые личности        | Консерватизм              | [ 26 ]   |
| Бойкот        | Свобода и солидарность                     | Либерализм                | [ 27 ]   |
| Бойкот        | За Народ                                   | Либеральный консерватизм  | [ 28 ]   |
| Бойкот        | Новое большинство                          | Либеральный консерватизм  | [ 29 ]   |
| Бойкот        | Демократический союз Словакии              | Либеральный консерватизм  | [ 30 ]   |
| Бойкот        | Гражданская консервативная партия          | Либеральный консерватизм  | [ 31 ]   |
| Бойкот        | Прогрессивная Словакия                     | Либерализм                | [ 32 ]   |
| Бойкот        | Вместе — гражданская демократия            | Консервативный либерализм | [ 33 ]   |
| Бойкот        | Хороший выбор                              | Технократия               | [ 34 ]   |
| Бойкот        | Венгерский форум                           | Политика меньшинств       | [ 35 ]   |
| Бойкот        | Гражданские демократы Словакии             | Консервативный либерализм | [ 36 ]   |
| Бойкот        | Шанс                                       | Либеральный консерватизм  | [ 37 ]   |
| Бойкот        | Демократы Словакии                         | Консервативный либерализм | [ 38 ]   |
| ▬ Нейтральные | Мы – семья                                 | Правый популизм           | [ 39 ]   |
| ▬ Нейтральные | Котлебовцы — Народная партия Наша Словакия | Неофашизм                 | [ a ]    |
| ▬ Нейтральные | Христианско-демократическое движение       | Христианская демократия   | [ 40 ]   |
| ▬ Нейтральные | Альянс                                     | Политика меньшинств       | [ 41 ]   |
| ▬ Нейтральные | Словацкий национальный союз                | Словацкий национализм     | [ 42 ]   |